# Longeault-Pluvault
Longeault-Pluvault est une commune nouvelle française résultant de la fusion des communes de Longeault et Pluvault le  1er janvier 2019, située dans le département de la Côte-d'Or en région Bourgogne-Franche-Comté. Sa population est de 1 154 habitants au recensement de 2022. 

## Géographie

### Localisation
Les communes limitrophes sont Genlis, Beire-le-Fort, Pluvet, Tart-le-Bas et Collonges-et-Premières.

### Climat
Pour des articles plus généraux, voir Climat de la Bourgogne-Franche-Comté et Climat de la Côte-d'Or.
En 2010, le climat de la commune est de type climat des marges montargnardes, selon une étude du Centre national de la recherche scientifique s'appuyant sur une série de données couvrant la période 1971-2000. En 2020, Météo-France publie une typologie des climats de la France métropolitaine dans laquelle la commune est dans une zone de transition entre le climat océanique altéré et le climat océanique altéré et est dans la région climatique Bourgogne, vallée de la Saône, caractérisée par un bon ensoleillement (1 900 h/an), un été chaud (18,5 °C), un air sec au printemps et en été et des vents faibles.
Pour la période 1971-2000, la température annuelle moyenne est de 10,6 °C, avec une amplitude thermique annuelle de 17,7 °C. Le cumul annuel moyen de précipitations est de 810 mm, avec 11,1 jours de précipitations en janvier et 7,8 jours en juillet. Pour la période 1991-2020, la température moyenne annuelle observée sur la station météorologique de Météo-France la plus proche, « Dijon-Longvic », sur la commune d'Ouges à 14 km à vol d'oiseau, est de 11,4 °C et le cumul annuel moyen de précipitations est de 743,4 mm,. Pour l'avenir, les paramètres climatiques de la commune estimés pour 2050 selon différents scénarios d'émission de gaz à effet de serre sont consultables sur un site dédié publié par Météo-France en novembre 2022.

## Urbanisme

### Typologie
Au 1er janvier 2024, Longeault-Pluvault est catégorisée bourg rural, selon la nouvelle grille communale de densité à 7 niveaux définie par l'Insee en 2022.
Elle est située hors unité urbaine. Par ailleurs la commune fait partie de l'aire d'attraction de Dijon, dont elle est une commune de la couronne,. Cette aire, qui regroupe 333 communes, est catégorisée dans les aires de 200 000 à moins de 700 000 habitants,.

## Histoire
La commune est créée au 1er janvier 2019 par un arrêté préfectoral du 28 septembre 2018.

## Politique et administration

### Découpage territorial
La commune se trouve dans l'arrondissement de Dijon du département de la Côte-d'Or.

#### Commune et intercommunalités
La commune est membre de la communauté de communes de la Plaine Dijonnaise.

#### Circonscriptions administratives
La commune est rattachée au canton de Genlis.

#### Circonscriptions électorales
Pour l'élection des députés, la commune fait partie de la troisième circonscription de la Côte-d'Or.

### Élections municipales et communautaires

#### Liste des maires
| Période | Période                    | Identité      | Étiquette | Qualité |
| ------- | -------------------------- | ------------- | --------- | ------- |
| 2020    | En cours (au 20 août 2025) | Daniel Chetta |           |         |

## Population et société

### Démographie
| Nom               | Code Insee | Intercommunalité           | Superficie (km2) | Population (dernière pop. légale) | Densité (hab./km2) |
| ----------------- | ---------- | -------------------------- | ---------------- | --------------------------------- | ------------------ |
| Longeault (siège) | 21352      | CC de la Plaine Dijonnaise | 1,24             | 577 (2016)                        | 465                |
| Pluvault          | 21486      | CC de la Plaine Dijonnaise | 3,46             | 547 (2016)                        | 158                |

## Culture locale et patrimoine

### Lieux et monuments
- Église Notre-Dame de l'Assomption de Pluvault.

### Personnalités liées à la commune
- L'amiral Louis-Hippolyte Violette, dont une rue porte le nom, a vécu à Longeault. Il a été maire de cette commune pendant la Seconde Guerre mondiale.

## Pour approfondir
- Site officiel
- Ressource relative à plusieurs domaines :   - Annuaire du service public français
- Ressource relative à la géographie :   - Insee (communes)

#### Bases de données, dictionnaires et encyclopédies
- Site officiel
- Ressource relative à plusieurs domaines :   - Annuaire du service public français
- Ressource relative à la géographie :   - Insee (communes)